# Juventus Football Club 2021-2022
Questa voce raccoglie le informazioni riguardanti la Juventus Football Club nelle competizioni ufficiali della stagione 2021-2022.

## Stagione
(Alessandro Bonan, 8 gennaio 2022)
Senza più lo Scudetto sul petto dopo ben nove anni, l'estate 2021 vede una sorta di restaurazione tecnica in casa bianconera col ritorno in panchina, dopo due stagioni di lontananza, di Massimiliano Allegri in sostituzione di Andrea Pirlo, quest'ultimo incapace di soddisfare le attese dell'ambiente con l'altalenante annata precedente. Sul mercato, i movimenti in entrata più importanti sono tutti di prospettiva, coi giovani Manuel Locatelli, Kaio Jorge e Moise Kean, quest'ultimo di ritorno a Torino dopo un biennio, oltre al rientro di alcune seconde linee precedentemente in prestito. Sul fronte cessioni lasciano la squadra Merih Demiral e, per la seconda e definitiva volta, la bandiera Gianluigi Buffon; tuttavia l'addio più rumoroso, a pochi giorni dalla fine del mercato e a campionato già iniziato, è quello di Cristiano Ronaldo, uscita che costringe la società a ripensare repentinamente le geometrie della squadra.

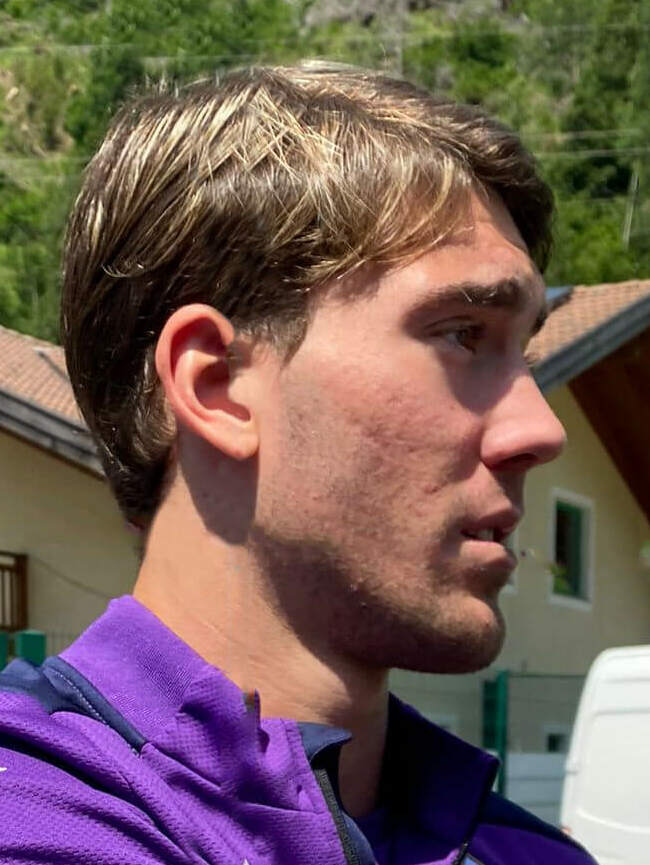
L'attaccante serbo Dušan Vlahović, rinforzo del mercato invernale e capocannoniere della Coppa Italia.

La ricerca di un equilibrio si dimostra più difficile del previsto: in avvio di campionato i bianconeri raggranellano appena un punto nelle prime tre partite (una situazione con soli quattro precedenti nella storia del club) e, nel turno seguente, toccano il minimo stagionale del diciottesimo posto in classifica. In compenso la Juventus mostra una verve migliore in campo europeo dove, inserita in un girone di UEFA Champions League comprendente anche i campioni uscenti del Chelsea, riesce a portare a casa risultati positivi e, nonostante un pesante 4-0 subìto a Stamford Bridge, a chiudere in testa il girone proprio davanti ai Blues. Un simile ruolino non viene replicato in campionato, dove per tutto il girone di andata i torinesi si dimostrano incapaci di una qualsivoglia continuità di rendimento, ritrovandosi al giro di boa della stagione già fuori dalla lotta Scudetto oltreché staccati dalla zona Champions.
La rosa allestita in estate non sembra poter cambiare passo all'inizio della tornata conclusiva, come dimostra anche la sconfitta di metà gennaio in Supercoppa italiana contro l'Inter, arrivata allo scadere dei tempi supplementari. Il rovescio di San Siro è forse lo spartiacque negativo di una stagione che inizia a delinearsi come deludente in casa bianconera, e con lo stesso Allegri che, a fronte delle forti aspettative della vigilia, finisce ben presto sul banco degli imputati per non avere saputo dare un'«identità» a una squadra la cui qualità media, comunque sia, a posteriori era stata verosimilmente sovrastimata dalla stessa società; solo a parziale attenuante può valere l'impressionante mole d'infortuni che aveva già cominciato ad abbattersi sull'organico bianconero – su tutti quello di Federico Chiesa costretto a dare forfait per il resto della stagione —, situazione che impedisce al tecnico livornese di mettere in campo con regolarità un undici di riferimento.
La presa d'atto di questo momento di crisi, comprensivo del rischio di mancare la qualificazione alla successiva Champions, spinge la società, in controtendenza rispetto alla sua storica politica, a investire pesantemente nel calciomercato invernale: lasciano Torino elementi ormai avulsi dalle dinamiche bianconere, come i centrocampisti Bentancur e Ramsey, o bocciati dall'ambiente, come l'esterno Kulusevski, per fare spazio all'incontrista Zakaria e, soprattutto, al promettente attaccante Dušan Vlahović; il giovane serbo, chiamato a risollevare il fin qui asfittico reparto avanzato juventino, viene strappato alla Fiorentina (cosa che rinfocola lo storico astio viola verso i colori bianconeri) per la cifra di 70 milioni di euro, la più alta mai spesa da un club di Serie A durante la sessione di riparazione.
Vlahović ha un ottimo impatto in Piemonte, contribuendo a dare, se non continuità di gioco, quantomeno di risultati, limitatamente al campionato: nel corso della primavera la squadra riesce ad assicurarsi l'obiettivo minimo della qualificazione Champions, frutto anche di un striscia di 16 risultati utili che, a un certo punto, fa perfino ipotizzare una rimonta in ottica tricolore, poi definitivamente svanita con la sconfitta nel derby d'Italia d'inizio aprile allo Stadium. Dalla Champions, intanto, arriva invece la maggiore delusione per i bianconeri, precocemente eliminati agli ottavi di finale da un Villarreal che, dopo l'1-1 in terra spagnola, è capace d'imporsi nettamente 3-0 nel retour match di Torino.
L'annata si chiude a conti fatti agli inizi di maggio con la finale di Coppa Italia, dove la Juventus, detentrice della Coccarda, non riesce a riconfermarsi cadendo per 4-2 all'overtime ancora contro l'Inter, assurta a vera e propria bestia nera stagionale dei torinesi; come unica consolazione a livello personale, con la rete siglata nella finale di Roma, e sommata alle precedenti in maglia viola, Vlahović si laurea capocannoniere dell'edizione. Bissato loro malgrado il quarto posto in campionato di dodici mesi prima, dopo undici anni i bianconeri tornano a chiudere un'annata senza mettere trofei in bacheca, sancendo la fine di un'epoca in seno al club; ciò anche per via degli addii a fine stagione di due punti fermi nei successi degli anni Duemiladieci, ovvero il numero dieci Paulo Dybala, che lascia Torino dopo sette anni, e ancor più il capitano e bandiera Giorgio Chiellini, l'ultimo reduce della squadra pre-Calciopoli, che sveste il bianconero dopo diciassette stagioni.

## Divise e sponsor

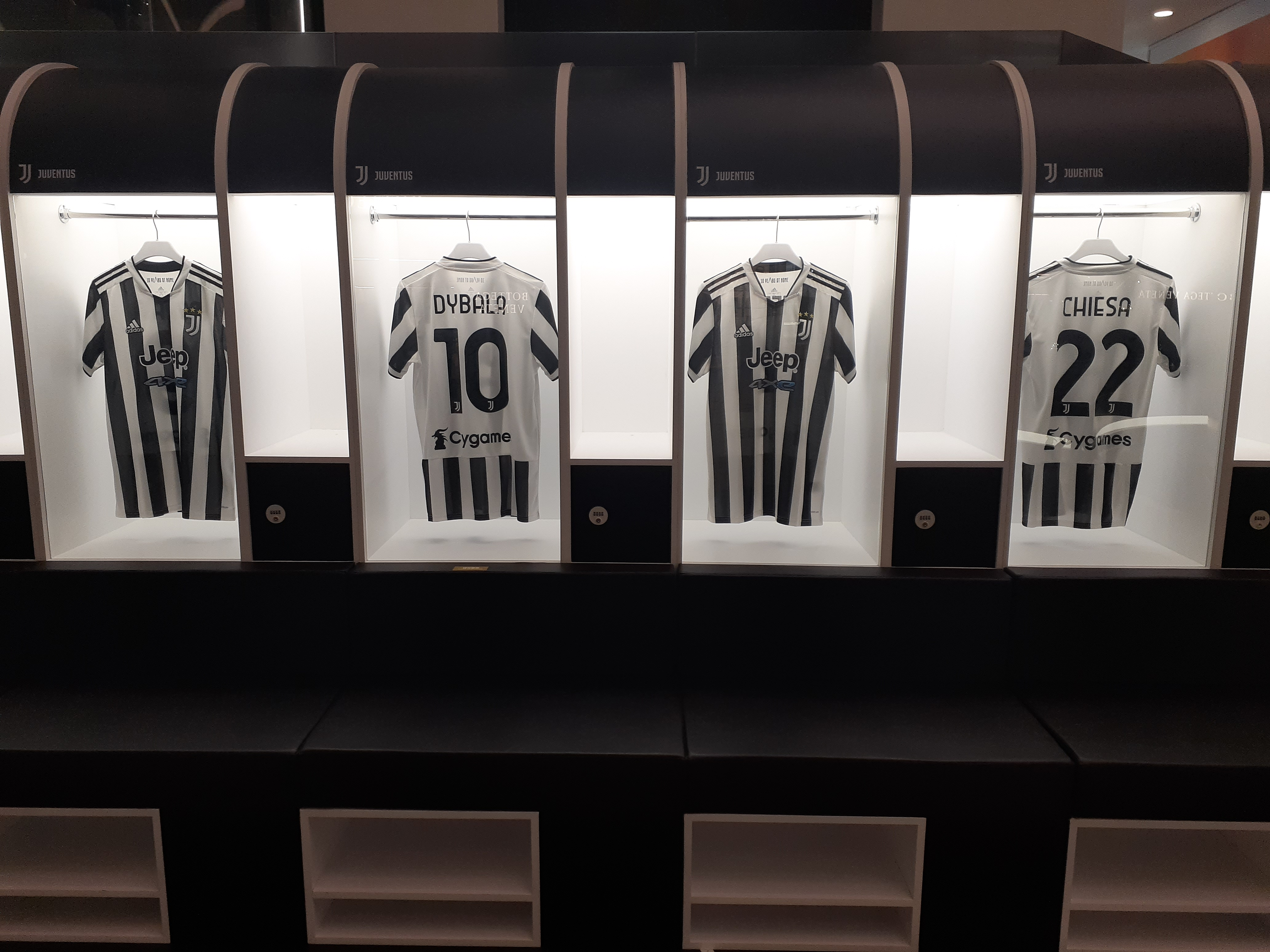
Fronte e retro della maglia casalinga usata in stagione

Il fornitore tecnico per la stagione 2021-2022 è adidas, mentre gli sponsor ufficiali sono il composit sponsor Jeep 4xe, il back sponsor Cygames e il training kit sponsor Allianz; a questi si aggiunge Bitget quale sleeve sponsor dal settembre 2021.
Dopo due stagioni di template abbastanza innovativi, la prima divisa torna alla classica palatura bianconera, abbinata a tradizionali pantaloncini e calzettoni bianchi; la maglia celebra inoltre il decimo anniversario dell'Allianz Stadium attraverso la scritta 10 YEARS AT HOME presente all'interno del colletto e rimandi alla walk of fame dell'impianto integrati nel tessuto della maglia. La seconda divisa, che trae ispirazione dalla scena musicale elettronica torinese, è un completo all black che presenta tocchi di colore integrati nel tessuto e la novità delle three stripes di adidas in versione iridescente. La terza divisa rimanda invece alla moda «color-block» degli anni 90 del XX secolo, rielaborando al contempo lo storico abbinamento gialloblù delle casacche di cortesia juventine del decennio.
Il 16 aprile 2022, in occasione della sfida casalinga di campionato contro il Bologna, la squadra scende in campo con una speciale quarta divisa ispirata ai lavori dello street artist Eduardo Kobra.
Nelle ultime due giornate di campionato, giocate rispettivamente contro Lazio e Fiorentina, la squadra scende in campo indossando la prima divisa della stagione 2022-2023.
| Casa | Casa (37ª-38ª Serie A) | Trasferta | Terza divisa | Quarta divisa |

Per i portieri sono disponibili tre divise in varianti verde, giallo e arancione. Nelle ultime due giornate di campionato, come per i calciatori di movimento, anche i portieri scendono eccezionalmente in campo con le divise della stagione 2022-2023.
| 1ª portiere | 1ª portiere (37ª-38ª Serie A) | 2ª portiere | 3ª portiere |

## Rosa
Rosa e numerazione aggiornate al 16 maggio 2022.
| N. |                        | Ruolo | Calciatore                   |
| -- | ---------------------- | ----- | ---------------------------- |
| 1  | Polonia (bandiera)     | P     | Wojciech Szczęsny            |
| 2  | Italia (bandiera)      | D     | Mattia De Sciglio            |
| 3  | Italia (bandiera)      | D     | Giorgio Chiellini (capitano) |
| 4  | Paesi Bassi (bandiera) | D     | Matthijs de Ligt             |
| 5  | Brasile (bandiera)     | C     | Arthur                       |
| 6  | Brasile (bandiera)     | D     | Danilo                       |
| 7  | Portogallo (bandiera)  | A     | Cristiano Ronaldo            |
| 7  | Serbia (bandiera)      | A     | Dušan Vlahović               |
| 8  | Galles (bandiera)      | C     | Aaron Ramsey                 |
| 9  | Spagna (bandiera)      | A     | Álvaro Morata                |
| 10 | Argentina (bandiera)   | A     | Paulo Dybala (vice capitano) |
| 11 | Colombia (bandiera)    | D     | Juan Cuadrado                |
| 12 | Brasile (bandiera)     | D     | Alex Sandro                  |
| 14 | Stati Uniti (bandiera) | C     | Weston McKennie              |
| 17 | Italia (bandiera)      | D     | Luca Pellegrini              |
| 18 | Italia (bandiera)      | A     | Moise Kean                   |
| 19 | Italia (bandiera)      | D     | Leonardo Bonucci             |

| N. |                      | Ruolo | Calciatore            |
| -- | -------------------- | ----- | --------------------- |
| 20 | Italia (bandiera)    | C     | Federico Bernardeschi |
| 21 | Brasile (bandiera)   | A     | Kaio Jorge            |
| 22 | Italia (bandiera)    | C     | Federico Chiesa       |
| 23 | Italia (bandiera)    | P     | Carlo Pinsoglio       |
| 24 | Italia (bandiera)    | D     | Daniele Rugani        |
| 25 | Francia (bandiera)   | C     | Adrien Rabiot         |
| 27 | Italia (bandiera)    | C     | Manuel Locatelli      |
| 28 | Svizzera (bandiera)  | C     | Denis Zakaria         |
| 30 | Uruguay (bandiera)   | C     | Rodrigo Bentancur     |
| 36 | Italia (bandiera)    | P     | Mattia Perin          |
| 38 | Francia (bandiera)   | A     | Marley Aké            |
| 43 | Italia (bandiera)    | A     | Marco Da Graca        |
| 44 | Svezia (bandiera)    | C     | Dejan Kulusevski      |
| 45 | Belgio (bandiera)    | D     | Koni De Winter        |
| 46 | Argentina (bandiera) | A     | Matías Soulé          |
| 47 | Italia (bandiera)    | C     | Fabio Miretti         |
| 56 | Norvegia (bandiera)  | C     | Martin Palumbo        |

## Calciomercato

### Sessione estiva(dal 1º/07 al 31/08)
| Acquisti         | Acquisti                  | Acquisti            | Acquisti                                                                                   |
| R.               | Nome                      | da                  | Modalità                                                                                   |
| ---------------- | ------------------------- | ------------------- | ------------------------------------------------------------------------------------------ |
| P                | Mattia Perin              | Genoa               | fine prestito                                                                              |
| D                | Mattia De Sciglio         | Olympique Lione     | fine prestito                                                                              |
| D                | Luca Pellegrini           | Genoa               | fine prestito                                                                              |
| D                | Daniele Rugani            | Cagliari            | fine prestito                                                                              |
| C                | Manuel Locatelli          | Sassuolo            | prestito biennale con obbligo di riscatto (25 milioni € + 12,5 milioni € bonus)            |
| A                | Kaio Jorge                | Santos              | definitivo                                                                                 |
| A                | Moise Kean                | Everton             | prestito biennale (7 milioni €) con obbligo di riscatto (28 milioni € + 3 milioni € bonus) |
| Altre operazioni |                           |                     |                                                                                            |
| R.               | Nome                      | da                  | Modalità                                                                                   |
| P                | Mattia Del Favero         | Pescara             | fine prestito                                                                              |
| P                | Stefano Gori              | Pisa                | fine prestito                                                                              |
| P                | Jakub Vinarcik            | VSS Košice          | definitivo                                                                                 |
| D                | Pietro Beruatto           | Vicenza             | fine prestito                                                                              |
| D                | Alessandro Citi           |                     | svincolato                                                                                 |
| D                | Luca Coccolo              | Cremonese           | fine prestito                                                                              |
| D                | Dario Del Fabro           | ADO Den Haag        | fine prestito                                                                              |
| D                | Albian Hajdari            | Basilea             | fine prestito                                                                              |
| D                | Dean Huijsen              |                     | svincolato                                                                                 |
| D                | Alessandro Minelli        | Bari                | fine prestito                                                                              |
| D                | Tarik Muharemović         |                     | svincolato                                                                                 |
| D                | Erasmo Mulè               | Juve Stabia         | fine prestito                                                                              |
| D                | Fabrizio Poli             | Entella             | definitivo                                                                                 |
| D                | Diego Stramaccioni        | Vis Pesaro          | fine prestito                                                                              |
| D                | Nikita Vlasenko           | Sion                | fine prestito                                                                              |
| C                | Naouirou Ahamada          | Stoccarda           | fine prestito                                                                              |
| C                | Joseph Nonge Boende       | Anderlecht          | definitivo                                                                                 |
| C                | Hans Nicolussi Caviglia   | Parma               | fine prestito                                                                              |
| C                | Luca Clemenza             | Sion                | fine prestito                                                                              |
| C                | Mattia Compagnon          | Udinese             | riscatto prestito                                                                          |
| C                | Mohamed Ihattaren         | PSV                 | definitivo                                                                                 |
| C                | Grīgorīs Kastanos         | Frosinone           | fine prestito                                                                              |
| C                | Martin Palumbo            | Udinese             | prestito                                                                                   |
| C                | Alessandro Sersanti       |                     | svincolato                                                                                 |
| C                | Idrissa Touré             | Vitesse             | fine prestito                                                                              |
| C                | Wesley                    | Sion                | fine prestito                                                                              |
| C                | Emanuele Zuelli           |                     | svincolato                                                                                 |
| A                | Matteo Luigi Brunori      | Virtus Entella      | fine prestito                                                                              |
| A                | Nicolò Cudrig             |                     | svincolato                                                                                 |
| A                | Nikolai Baden Frederiksen | WSG Swarovski Tirol | fine prestito                                                                              |
| A                | Marco Olivieri            | Empoli              | fine prestito                                                                              |
| A                | Marko Pjaca               | Genoa               | fine prestito                                                                              |
| A                | Elias Sebastian Solberg   | Ullensaker/Kisa     | definitivo                                                                                 |
| A                | Luca Zanimacchia          | Real Saragozza      | fine prestito                                                                              |

| Cessioni         | Cessioni                  | Cessioni            | Cessioni                                                                      |
| R.               | Nome                      | a                   | Modalità                                                                      |
| ---------------- | ------------------------- | ------------------- | ----------------------------------------------------------------------------- |
| P                | Gianluigi Buffon          |                     | svincolato                                                                    |
| D                | Merih Demiral             | Atalanta            | prestito annuale (3 milioni €) con diritto di riscatto (25 milioni € + bonus) |
| D                | Gianluca Frabotta         | Verona              | prestito con diritto di riscatto e controriscatto                             |
| A                | Cristiano Ronaldo         | Manchester Utd      | definitivo (15 milioni € + 8 milioni € bonus)                                 |
| Altre operazioni |                           |                     |                                                                               |
| R.               | Nome                      | a                   | Modalità                                                                      |
| P                | Matteo Bucosse            | Tolentino           | fine prestito                                                                 |
| P                | Mattia Del Favero         | Cosenza             | prestito                                                                      |
| P                | Stefano Gori              | Como                | prestito                                                                      |
| P                | Timothy Nocchi            |                     | svincolato                                                                    |
| D                | Raffaele Alcibiade        |                     | svincolato                                                                    |
| D                | Pietro Beruatto           | Pisa                | prestito                                                                      |
| D                | Riccardo Capellini        | Mirandés            | prestito                                                                      |
| D                | Luca Coccolo              | SPAL                | prestito                                                                      |
| D                | Dario Del Fabro           | Seraing             | prestito                                                                      |
| D                | Filippo Delli Carri       | Salernitana         | prestito                                                                      |
| D                | Radu Drăgușin             | Sampdoria           | prestito                                                                      |
| D                | Paolo Gozzi               | Fuenlabrada         | prestito                                                                      |
| D                | Albian Hajdari            | Basilea             | risoluzione prestito biennale                                                 |
| D                | Alessandro Minelli        | Cosenza             | prestito                                                                      |
| D                | Erasmo Mulè               | Cesena              | prestito                                                                      |
| D                | Cristian Romero           | Atalanta            | riscatto prestito (16 milioni €)                                              |
| D                | Lucas Rosa                | Real Valladolid     | definitivo                                                                    |
| D                | Giuseppe Verduci          | Grosseto            | prestito                                                                      |
| D                | Nikita Vlasenko           | Excelsior           | prestito                                                                      |
| D                | Wesley                    | Sion                | prestito                                                                      |
| C                | Naouirou Ahamada          | Stoccarda           | definitivo (1,5 milioni €)                                                    |
| C                | Luca Clemenza             | Pescara             | prestito                                                                      |
| C                | Alessandro Di Pardo       | Vicenza             | prestito                                                                      |
| C                | Nicolò Fagioli            | Cremonese           | prestito                                                                      |
| C                | Mohamed Ihattaren         | Sampdoria           | prestito                                                                      |
| C                | Grīgorīs Kastanos         | Salernitana         | prestito                                                                      |
| C                | Daouda Peeters            | Standard Liegi      | prestito                                                                      |
| C                | Amedeo Poletti            | AlbinoLeffe         | definitivo                                                                    |
| C                | Hamza Rafia               | Standard Liegi      | prestito con obbligo di riscatto                                              |
| C                | Filippo Ranocchia         | Vicenza             | prestito                                                                      |
| C                | Idrissa Touré             | Pisa                | definitivo (1 milione €)                                                      |
| C                | Michele Troiano           |                     | fine carriera                                                                 |
| A                | Nikolai Baden Frederiksen | Vitesse             | definitivo                                                                    |
| A                | Matteo Brunori            | Palermo             | prestito                                                                      |
| A                | Félix Correia             | Parma               | prestito con diritto di riscatto e controriscatto                             |
| A                | Ferdinando Del Sole       | Ancona              | prestito                                                                      |
| A                | Mirco Lipari              | Juve Stabia         | prestito                                                                      |
| A                | Alejandro Marqués         | Mirandés            | prestito                                                                      |
| A                | Marco Olivieri            | Lecce               | prestito                                                                      |
| A                | Marko Pjaca               | Torino              | prestito con diritto di riscatto                                              |
| A                | Giacomo Vrioni            | WSG Swarovski Tirol | prestito                                                                      |
| A                | Luca Zanimacchia          | Cremonese           | prestito                                                                      |

### Sessione invernale(dal 3/01 al 31/01)
| Acquisti         | Acquisti            | Acquisti            | Acquisti                                         |
| R.               | Nome                | da                  | Modalità                                         |
| ---------------- | ------------------- | ------------------- | ------------------------------------------------ |
| D                | Federico Gatti      | Frosinone           | definitivo (7,5 milioni € + 2,5 milioni € bonus) |
| C                | Denis Zakaria       | Borussia M'gladbach | definitivo (4,5 milioni €)                       |
| A                | Dušan Vlahović      | Fiorentina          | definitivo (70 milioni € + 10 milioni € bonus)   |
| Altre operazioni |                     |                     |                                                  |
| R.               | Nome                | da                  | Modalità                                         |
| P                | Mattia Del Favero   | Cosenza             | risoluzione prestito                             |
| P                | Alessandro Siano    | Imolese             | definitivo                                       |
| D                | Luca Coccolo        | SPAL                | risoluzione prestito                             |
| D                | Dario Del Fabro     | Seraing             | risoluzione prestito                             |
| D                | Radu Drăgușin       | Sampdoria           | risoluzione prestito                             |
| D                | Alessandro Minelli  | Cosenza             | risoluzione prestito                             |
| D                | Brando Moruzzi      | Sangiovannese       | prestito                                         |
| D                | Giuseppe Verduci    | Grosseto            | risoluzione prestito                             |
| C                | Alessandro Di Pardo | Vicenza             | risoluzione prestito                             |
| C                | Mohamed Ihattaren   | Sampdoria           | risoluzione prestito                             |
| C                | Hamza Rafia         | Standard Liegi      | risoluzione prestito                             |
| A                | Simone Iocolano     | Lecco               | definitivo                                       |
| A                | Mirco Lipari        | Juve Stabia         | risoluzione prestito                             |
| A                | Christopher Lungoyi | Lugano              | risoluzione prestito                             |
| A                | Marco Olivieri      | Lecce               | risoluzione prestito                             |

| Cessioni         | Cessioni            | Cessioni     | Cessioni |
| R.               | Nome                | a            | Modalità |
| ---------------- | ------------------- | ------------ | --- |
| D                | Federico Gatti      | Frosinone    | prestito semestrale                                                                                                  |
| C                | Rodrigo Bentancur   | Tottenham    | definitivo (19 milioni € + 6 milioni € bonus)                                                                        |
| C                | Dejan Kulusevski    | Tottenham    | prestito di 18 mesi (10 milioni €) con obbligo di riscatto al raggiungimento di determinati obiettivi (35 milioni €) |
| C                | Aaron Ramsey        | Rangers      | prestito semestrale con diritto di riscatto (6 milioni €)                                                            |
| Altre operazioni |                     |              | |
| R.               | Nome                | a            | Modalità |
| D                | Luca Coccolo        | Alessandria  | prestito |
| D                | Francesco Coppola   | Pisa         | prestito con diritto di riscatto                                                                                     |
| D                | Davide De Marino    | Pisa         | prestito con diritto di riscatto                                                                                     |
| D                | Dario Del Fabro     | Cittadella   | prestito biennale |
| D                | Radu Drăgușin       | Salernitana  | prestito |
| D                | Albian Hajdari      | Basilea      | prestito |
| D                | Alessandro Minelli  | Pro Vercelli | prestito |
| C                | Alessandro Di Pardo | Cosenza      | prestito |
| C                | Mohamed Ihattaren   | Ajax         | prestito |
| C                | Hamza Rafia         | Cremonese    | prestito |
| A                | Christopher Lungoyi | San Gallo    | prestito |
| A                | Marco Olivieri      | Perugia      | prestito biennale con diritto di opzione, contropzione e obbligo di riscatto                                         |

### Operazioni esterne alle sessioni
| Acquisti | Acquisti      | Acquisti | Acquisti             |
| R.       | Nome          | da       | Modalità             |
| -------- | ------------- | -------- | -------------------- |
| A        | Douglas Costa | Grêmio   | risoluzione prestito |

| Cessioni | Cessioni      | Cessioni  | Cessioni |
| R.       | Nome          | a         | Modalità |
| -------- | ------------- | --------- | -------- |
| A        | Douglas Costa | LA Galaxy | prestito |

## Risultati

### Serie A

#### Girone di andata
| Arbitro: | Pezzuto (Lecce) |

|                                 |           |                        |
| Pereyra 51’ (rig.) Deulofeu 83’ | Marcatori | 3’ Dybala 23’ Cuadrado |

| Arbitro: | Ghersini (Genova) |

|  |           |             |
|  | Marcatori | 21’ Mancuso |

| Arbitro: | Irrati (Pistoia) |

|                            |           |            |
| Politano 57’ Koulibaly 85’ | Marcatori | 10’ Morata |

| Arbitro: | Doveri (Roma 1) |

|           |           |           |
| Morata 4’ | Marcatori | 76’ Rebić |

| Arbitro: | Aureliano (Bologna) |

|                       |           |                                 |
| Gyasi 33’ Antiste 49’ | Marcatori | 28’ Kean 66’ Chiesa 72’ De Ligt |

| Arbitro: | Ayroldi (Molfetta) |

|                                             |           |                          |
| Dybala 10’ Bonucci 43’ (rig.) Locatelli 57’ | Marcatori | 44’ Yoshida 83’ Candreva |

| Arbitro: | Valeri (Roma 2) |

|  |           |               |
|  | Marcatori | 86’ Locatelli |

| Arbitro: | Orsato (Schio) |

|          |           |  |
| Kean 16’ | Marcatori |  |

| Arbitro: | Mariani (Aprilia) |

|           |           |                   |
| Džeko 17’ | Marcatori | 89’ (rig.) Dybala |

| Arbitro: | Sacchi (Macerata) |

|              |           |                          |
| McKennie 76’ | Marcatori | 44’ Frattesi 90+5’ Lopez |

| Arbitro: | Marinelli (Tivoli) |

|                  |           |              |
| Simeone 11’, 14’ | Marcatori | 80’ McKennie |

| Arbitro: | Sozza (Seregno) |

|                |           |  |
| Cuadrado 90+1’ | Marcatori |  |

| Arbitro: | Di Bello (Brindisi) |

|  |           |                                |
|  | Marcatori | 23’ (rig.), 83’ (rig.) Bonucci |

| Arbitro: | Ayroldi (Molfetta) |

|  |           |            |
|  | Marcatori | 28’ Zapata |

| Arbitro: | Fourneau (Roma 1) |

|  |           |                       |
|  | Marcatori | 21’ Dybala 70’ Morata |

| Arbitro: | Chiffi (Padova) |

|                        |           |  |
| Cuadrado 9’ Dybala 82’ | Marcatori |  |

| Arbitro: | Valeri (Roma 2) |

|           |           |            |
| Aramu 55’ | Marcatori | 32’ Morata |

| Arbitro: | Orsato (Schio) |

|  |           |                        |
|  | Marcatori | 6’ Morata 69’ Cuadrado |

| Arbitro: | Dionisi (L'Aquila) |

|                           |           |  |
| Kean 40’ Bernardeschi 83’ | Marcatori |  |

#### Girone di ritorno
| Arbitro: | Sozza (Seregno) |

|            |           |             |
| Chiesa 54’ | Marcatori | 23’ Mertens |

| Arbitro: | Massa (Imperia) |

|                                           |           |                                                        |
| Abraham 11’ Mxit'aryan 48’ Pellegrini 53’ | Marcatori | 18’ Dybala 70’ Locatelli 72’ Kulusevski 77’ De Sciglio |

| Arbitro: | Giua (Olbia) |

|                         |           |  |
| Dybala 19’ McKennie 79’ | Marcatori |  |

| Milano 23 gennaio 2022, ore 20:45 CET 23ª giornata | Milan               | 0 – 0 referto | Juventus | Stadio Giuseppe Meazza (5 000 spett.)\| Arbitro: \| Di Bello[142] (Brindisi) \| |
| Arbitro:                                           | Di Bello (Brindisi) |               |          |                                                                                 |

| Arbitro: | Massimi (Termoli) |

|                          |           |  |
| Vlahović 13’ Zakaria 61’ | Marcatori |  |

| Arbitro: | Mariani (Aprilia) |

|                  |           |              |
| Malinovs'kyj 76’ | Marcatori | 90+2’ Danilo |

| Arbitro: | Massa (Imperia) |

|             |           |             |
| De Ligt 13’ | Marcatori | 62’ Belotti |

| Arbitro: | Maresca (Napoli) |

|                             |           |                              |
| Żurkowski 40’ La Mantia 76’ | Marcatori | 32’ Kean 45+2’, 66’ Vlahović |

| Arbitro: | Fourneau (Roma 1) |

|            |           |  |
| Morata 21’ | Marcatori |  |

| Arbitro: | Valeri (Roma 2) |

|            |           |                                           |
| Sabiri 84’ | Marcatori | 23’ (aut.) Yoshida 34’ (rig.), 88’ Morata |

| Arbitro: | Ayroldi (Molfetta) |

|                        |           |  |
| Dybala 5’ Vlahović 29’ | Marcatori |  |

| Arbitro: | Irrati (Pistoia) |

|  |           |                         |
|  | Marcatori | 45+5’ (rig.) Çalhanoğlu |

| Arbitro: | Chiffi (Padova) |

|                |           |                          |
| João Pedro 10’ | Marcatori | 45’ De Ligt 75’ Vlahović |

| Arbitro: | Sacchi (Macerata) |

|                |           |                |
| Vlahović 90+5’ | Marcatori | 52’ Arnautović |

| Arbitro: | Maresca (Napoli) |

|               |           |                     |
| Raspadori 39’ | Marcatori | 45’ Dybala 88’ Kean |

| Arbitro: | Prontera (Bologna) |

|                 |           |           |
| Bonucci 7’, 76’ | Marcatori | 71’ Aramu |

| Arbitro: | Sozza (Seregno) |

|                                       |           |            |
| Guðmundsson 87’ Criscito 90+6’ (rig.) | Marcatori | 48’ Dybala |

| Arbitro: | Ayroldi (Molfetta) |

|                         |           |                                               |
| Vlahović 10’ Morata 36’ | Marcatori | 51’ (aut.) Alex Sandro 90+6’ Milinković-Savić |

| Arbitro: | Chiffi (Padova) |

|                                    |           |  |
| Duncan 45+1’ González 90+2’ (rig.) | Marcatori |  |

### Coppa Italia

#### Fase finale
| Arbitro: | Fourneau (Roma 1) |

|                                                      |           |           |
| Cuadrado 25’ Rugani 52’ Dybala 67’ Morata 77’ (rig.) | Marcatori | 63’ Conti |

| Arbitro: | Marinelli (Tivoli) |

|                                |           |            |
| Dybala 3’ Tressoldi 88’ (aut.) | Marcatori | 24’ Traorè |

| Arbitro: | Guida (Torre Annunziata) |

|  |           |                     |
|  | Marcatori | 90+1’ (aut.) Venuti |

| Arbitro: | Doveri (Roma 1) |

|                               |           |  |
| Bernardeschi 32’ Danilo 90+4’ | Marcatori |  |

| Arbitro: | Valeri (Roma 2) |

|                              |           |                                                           |
| Alex Sandro 50’ Vlahović 52’ | Marcatori | 7’ Barella 80’ (rig.) Çalhanoğlu 99’ (rig.), 102’ Perišić |

### UEFA Champions League

#### Fase a gironi
| Arbitro: | Dias |

|  |           |                                                |
|  | Marcatori | 23’ Alex Sandro 45’ (rig.) Dybala 45+1’ Morata |

| Arbitro: | Gil Manzano |

|            |           |  |
| Chiesa 46’ | Marcatori |  |

| Arbitro: | Schärer |

|  |           |                |
|  | Marcatori | 86’ Kulusevski |

| Arbitro: | Hernández |

|                                              |           |                                 |
| Dybala 11’, 58’ (rig.) Chiesa 73’ Morata 82’ | Marcatori | 26’ (aut.) Bonucci 90+2’ Azmoun |

| Arbitro: | Jovanović |

|                                                     |           |  |
| Chalobah 25’ James 56’ Hudson-Odoi 58’ Werner 90+5’ | Marcatori |  |

| Arbitro: | Peljto |

|          |           |  |
| Kean 18’ | Marcatori |  |

#### Fase a eliminazione diretta
| Arbitro: | Siebert |

|            |           |             |
| Parejo 66’ | Marcatori | 1’ Vlahović |

| Arbitro: | Marciniak |

|  |           |                                                              |
|  | Marcatori | 78’ (rig.) Gerard Moreno 85’ Pau Torres 90+2’ (rig.) Danjuma |

### Supercoppa italiana
| Arbitro: | Doveri (Roma 1) |

|                                    |           |              |
| Martínez 35’ (rig.) Sánchez 120+1’ | Marcatori | 25’ McKennie |

## Statistiche

### Statistiche di squadra
Statistiche aggiornate al 21 maggio 2022.
| Competizione        | Punti | In casa | In casa | In casa | In casa | In casa | In casa | In trasferta | In trasferta | In trasferta | In trasferta | In trasferta | In trasferta | Totale | Totale | Totale | Totale | Totale | Totale | DR  |
| Competizione        | Punti | G       | V       | N       | P       | Gf      | Gs      | G            | V            | N            | P            | Gf           | Gs           | G      | V      | N      | P      | Gf     | Gs     | DR  |
| ------------------- | ----- | ------- | ------- | ------- | ------- | ------- | ------- | ------------ | ------------ | ------------ | ------------ | ------------ | ------------ | ------ | ------ | ------ | ------ | ------ | ------ | --- |
| Serie A             | 70    | 19      | 10      | 5       | 4       | 25      | 14      | 19           | 10           | 5            | 4            | 32           | 23           | 38     | 20     | 10     | 8      | 57     | 37     | +20 |
| Coppa Italia        | -     | 3       | 3       | 0       | 0       | 8       | 2       | 1            | 1            | 0            | 0            | 1            | 0            | 5      | 4      | 0      | 1      | 11     | 6      | +5  |
| Champions League    | 15    | 4       | 3       | 0       | 1       | 6       | 5       | 4            | 2            | 1            | 1            | 5            | 5            | 8      | 5      | 1      | 2      | 11     | 10     | +1  |
| Supercoppa italiana | -     | 0       | 0       | 0       | 0       | 0       | 0       | 1            | 0            | 0            | 1            | 1            | 2            | 1      | 0      | 0      | 1      | 1      | 2      | -1  |
| Totale              | -     | 26      | 16      | 5       | 5       | 39      | 21      | 25           | 13           | 6            | 6            | 39           | 30           | 52     | 29     | 11     | 12     | 80     | 55     | +25 |

### Andamento in campionato
| Giornata  | 1 | 2  | 3  | 4  | 5  | 6 | 7 | 8 | 9 | 10 | 11 | 12 | 13 | 14 | 15 | 16 | 17 | 18 | 19 | 20 | 21 | 22 | 23 | 24 | 25 | 26 | 27 | 28 | 29 | 30 | 31 | 32 | 33 | 34 | 35 | 36 | 37 | 38 |
| --------- | - | -- | -- | -- | -- | - | - | - | - | -- | -- | -- | -- | -- | -- | -- | -- | -- | -- | -- | -- | -- | -- | -- | -- | -- | -- | -- | -- | -- | -- | -- | -- | -- | -- | -- | -- | -- |
| Luogo     | T | C  | T  | C  | T  | C | T | C | T | C  | T  | C  | T  | C  | T  | C  | T  | T  | C  | C  | T  | C  | T  | C  | T  | C  | T  | C  | T  | C  | C  | T  | C  | T  | C  | T  | C  | T  |
| Risultato | N | P  | P  | N  | V  | V | V | V | N | P  | P  | V  | V  | P  | V  | V  | N  | V  | V  | N  | V  | V  | N  | V  | N  | N  | V  | V  | V  | V  | P  | V  | N  | V  | V  | P  | N  | P  |
| Posizione | 9 | 12 | 16 | 18 | 12 | 9 | 6 | 5 | 5 | 7  | 8  | 7  | 6  | 6  | 6  | 5  | 6  | 5  | 5  | 5  | 5  | 5  | 5  | 4  | 4  | 4  | 4  | 4  | 4  | 4  | 4  | 4  | 4  | 4  | 4  | 4  | 4  | 4  |

Fonte:  Serie A – Classifica, su legaseriea.it.
Legenda:

Luogo: C = Casa; T = Trasferta. Risultato: V = Vittoria; N = Pareggio; P = Sconfitta.

### Statistiche dei giocatori
| Giocatore       | Serie A  | Serie A | Serie A     | Serie A    | Coppa Italia | Coppa Italia | Coppa Italia | Coppa Italia | UEFA Champions League | UEFA Champions League | UEFA Champions League | UEFA Champions League | Supercoppa italiana | Supercoppa italiana | Supercoppa italiana | Supercoppa italiana | Totale   | Totale | Totale      | Totale     |
| Giocatore       | Presenze | Reti    | Ammonizioni | Espulsioni | Presenze     | Reti         | Ammonizioni  | Espulsioni   | Presenze              | Reti                  | Ammonizioni           | Espulsioni            | Presenze            | Reti                | Ammonizioni         | Espulsioni          | Presenze | Reti   | Ammonizioni | Espulsioni |
| --------------- | -------- | ------- | ----------- | ---------- | ------------ | ------------ | ------------ | ------------ | --------------------- | --------------------- | --------------------- | --------------------- | ------------------- | ------------------- | ------------------- | ------------------- | -------- | ------ | ----------- | ---------- |
| M. Aké          | 4        | 0       | 1           | 0          | 2            | 0            | 0            | 0            | -                     | -                     | -                     | -                     | 0                   | 0                   | 0                   | 0                   | 6        | 0      | 1           | 0          |
| Arthur          | 20       | 0       | 3           | 0          | 4            | 0            | 0            | 0            | 6                     | 0                     | 1                     | 0                     | 1                   | 0                   | 0                   | 0                   | 31       | 0      | 4           | 0          |
| R. Bentancur    | 19       | 0       | 1           | 0          | 1            | 0            | 0            | 0            | 5                     | 0                     | 0                     | 0                     | 1                   | 0                   | 0                   | 0                   | 26       | 0      | 1           | 0          |
| F. Bernardeschi | 28       | 1       | 5           | 0          | 2            | 1            | 0            | 0            | 5                     | 0                     | 0                     | 0                     | 1                   | 0                   | 1                   | 0                   | 36       | 2      | 6           | 0          |
| L. Bonucci      | 24       | 5       | 1           | 0          | 3            | 0            | 0            | 0            | 7                     | 0                     | 0                     | 0                     | 0                   | 0                   | 0                   | 0                   | 34       | 5      | 1           | 0          |
| G. Chiellini    | 21       | 0       | 2           | 0          | 3            | 0            | 0            | 0            | 1                     | 0                     | 0                     | 0                     | 1                   | 0                   | 0                   | 0                   | 26       | 0      | 2           | 0          |
| F. Chiesa       | 14       | 2       | 0           | 0          | 0            | 0            | 0            | 0            | 4                     | 2                     | 0                     | 0                     | 0                   | 0                   | 0                   | 0                   | 18       | 4      | 0           | 0          |
| J. Cuadrado     | 33       | 4       | 9           | 0          | 4            | 1            | 0            | 0            | 7                     | 0                     | 2                     | 0                     | 0                   | 0                   | 0                   | 0                   | 44       | 5      | 11          | 0          |
| Danilo          | 22       | 1       | 6           | 0          | 4            | 1            | 0            | 0            | 5                     | 0                     | 0                     | 0                     | 0                   | 0                   | 0                   | 0                   | 31       | 2      | 6           | 0          |
| M. Da Graca     | 0        | 0       | 0           | 0          | 0            | 0            | 0            | 0            | 1                     | 0                     | 0                     | 0                     | -                   | -                   | -                   | -                   | 1        | 0      | 0           | 0          |
| M. De Ligt      | 31       | 3       | 4           | 1          | 4            | 0            | 0            | 0            | 7                     | 0                     | 2                     | 0                     | 0                   | 0                   | 0                   | 0                   | 42       | 3      | 6           | 1          |
| M. De Sciglio   | 20       | 1       | 2           | 0          | 4            | 0            | 2            | 0            | 4                     | 0                     | 0                     | 0                     | 1                   | 0                   | 0                   | 0                   | 29       | 1      | 4           | 0          |
| K. De Winter    | 0        | 0       | 0           | 0          | 0            | 0            | 0            | 0            | 2                     | 0                     | 0                     | 0                     | 0                   | 0                   | 0                   | 0                   | 2        | 0      | 0           | 0          |
| P. Dybala       | 29       | 10      | 3           | 0          | 4            | 2            | 0            | 0            | 5                     | 3                     | 0                     | 0                     | 1                   | 0                   | 1                   | 0                   | 39       | 15     | 4           | 0          |
| Kaio Jorge      | 9        | 0       | 0           | 0          | 2            | 0            | 0            | 0            | -                     | -                     | -                     | -                     | 0                   | 0                   | 0                   | 0                   | 11       | 0      | 0           | 0          |
| M. Kean         | 32       | 5       | 5           | 0          | 3            | 0            | 0            | 0            | 6                     | 1                     | 0                     | 0                     | 1                   | 0                   | 0                   | 0                   | 42       | 6      | 5           | 0          |
| D. Kulusevski   | 20       | 1       | 1           | 0          | 1            | 0            | 0            | 0            | 5                     | 1                     | 1                     | 0                     | 1                   | 0                   | 0                   | 0                   | 27       | 2      | 2           | 0          |
| M. Locatelli    | 31       | 3       | 6           | 0          | 4            | 0            | 1            | 0            | 7                     | 0                     | 1                     | 0                     | 1                   | 0                   | 0                   | 0                   | 43       | 3      | 8           | 0          |
| W. McKennie     | 21       | 3       | 1           | 0          | 1            | 0            | 0            | 0            | 6                     | 0                     | 0                     | 0                     | 1                   | 1                   | 0                   | 0                   | 29       | 4      | 1           | 0          |
| Á. Morata       | 35       | 9       | 5           | 0          | 5            | 1            | 0            | 0            | 7                     | 2                     | 0                     | 0                     | 1                   | 0                   | 0                   | 0                   | 48       | 12     | 5           | 0          |
| F. Miretti      | 6        | 0       | 0           | 0          | 0            | 0            | 0            | 0            | 1                     | 0                     | 0                     | 0                     | -                   | -                   | -                   | -                   | 7        | 0      | 0           | 0          |
| M. Palumbo      | 1        | 0       | 0           | 0          | -            | -            | -            | -            | -                     | -                     | -                     | -                     | -                   | -                   | -                   | -                   | 1        | 0      | 0           | 0          |
| L. Pellegrini   | 18       | 0       | 6           | 0          | 2            | 0            | 1            | 0            | 1                     | 0                     | 0                     | 0                     | 0                   | 0                   | 0                   | 0                   | 21       | 0      | 7           | 0          |
| M. Perin        | 5        | -7      | 0           | 0          | 5            | -6           | 0            | 0            | 1                     | -0                    | 0                     | 0                     | 1                   | -2                  | 0                   | 0                   | 12       | -15    | 0           | 0          |
| C. Pinsoglio    | 1        | -1      | 0           | 0          | 0            | 0            | 0            | 0            | 0                     | 0                     | 0                     | 0                     | 0                   | 0                   | 0                   | 0                   | 1        | -1     | 0           | 0          |
| A. Rabiot       | 32       | 0       | 5           | 0          | 5            | 0            | 0            | 0            | 7                     | 0                     | 2                     | 0                     | 1                   | 0                   | 0                   | 0                   | 45       | 0      | 7           | 0          |
| A. Ramsey       | 3        | 0       | 0           | 0          | 0            | 0            | 0            | 0            | 2                     | 0                     | 1                     | 0                     | 0                   | 0                   | 0                   | 0                   | 5        | 0      | 1           | 0          |
| C. Ronaldo      | 1        | 0       | 1           | 0          | -            | -            | -            | -            | -                     | -                     | -                     | -                     | -                   | -                   | -                   | -                   | 1        | 0      | 1           | 0          |
| D. Rugani       | 12       | 0       | 2           | 0          | 1            | 1            | 0            | 0            | 4                     | 0                     | 0                     | 0                     | 1                   | 0                   | 1                   | 0                   | 18       | 1      | 3           | 0          |
| A. Sandro       | 28       | 0       | 3           | 0          | 4            | 1            | 1            | 0            | 7                     | 1                     | 0                     | 0                     | 1                   | 0                   | 0                   | 0                   | 40       | 2      | 4           | 0          |
| M. Soulé        | 2        | 0       | 0           | 0          | 0            | 0            | 0            | 0            | 0                     | 0                     | 0                     | 0                     | -                   | -                   | -                   | -                   | 2        | 0      | 0           | 0          |
| W. Szczęsny     | 33       | -29     | 2           | 0          | 0            | 0            | 0            | 0            | 7                     | -10                   | 0                     | 0                     | 0                   | 0                   | 0                   | 0                   | 40       | -39    | 2           | 0          |
| D. Vlahović     | 15       | 7       | 2           | 0          | 4            | 1            | 0            | 0            | 2                     | 1                     | 0                     | 0                     | -                   | -                   | -                   | -                   | 21       | 9      | 2           | 0          |
| D. Zakaria      | 9        | 1       | 1           | 0          | 3            | 0            | 0            | 0            | 1                     | 0                     | 0                     | 0                     | -                   | -                   | -                   | -                   | 13       | 1      | 1           | 0          |

## Giovanili

### Organigramma
Area sportiva
- Academy Manager: Massimiliano Scaglia[158]
- Under-13s to Under-7s Academy Supervisor: Luigi Milani[158]
- Professionals Talent Development: Marco Storari[159]
- Progetto Futsal: Alessio Musti[158]

Area tecnica
Settore giovanile
- Under-19[160]
  - Allenatore: Andrea Bonatti
  - Allenatore in seconda: Edoardo Sacchini
  - Preparatore atletico: Ivan Teoli, Stefano Vetri
  - Preparatore dei portieri: Daniele Borri
- Under-17[160]
  - Allenatore: Francesco Pedone
  - Allenatore in seconda: Marco Pecorari
  - Preparatore atletico: Alessandro Giacosa
  - Preparatore dei portieri: Pietro Pipolo
- Under-16[160]
  - Allenatore: Piero Panzanaro
  - Allenatore in seconda: Andrea De Martini
  - Preparatore atletico: Samuele Callegaro
  - Preparatore dei portieri: Stefano Baroncini
- Under-15[160]
  - Allenatore: Marcello Benesperi
  - Allenatore in seconda: Claudio Grauso
  - Preparatore atletico: Eugenio Gastaldi
  - Preparatore dei portieri: Luca Squinzani
- Under-14[160]
  - Allenatori: Corrado Grabbi, Riccardo Catto e Federico Di Benedetto
  - Preparatore atletico: Giacomo Schillaci
  - Allenatore dei portieri: Davide Di Stefano

Attività di base
- Under-13[161]
  - Allenatori: Pietro Magri, Davide Perri e Stephan Saporito
  - Preparatore dei portieri: Riccardo Iaci
- Under-12[161]
  - Allenatori: Alessio Gibin e Massimiliano Marchi
  - Preparatore dei portieri: Silvio Gonella
- Under-11[161]
  - Allenatori: Matteo Angaroni, Alessandro Calcia e Lorenzo Niello
  - Preparatore dei portieri: Francesco Barone
- Under-10[161]
  - Allenatori: Giuseppe Comito, Luca Giglio e Davide La Pira
  - Preparatore dei portieri: Leonardo Buggin
- Under-9[161]
  - Allenatori: Marco Battaglia, Cristian Castagno, Ruben Renna
  - Preparatore dei portieri: Simone Poncet
- Under-8[161]
  - Allenatori: Fabio Cucciniello e Andrea Mandes
  - Preparatore dei portieri: Fabio Ceppa
- Under-7[161]
  - Allenatori: Gianfilippo Boscolo, Luca Carlino e Lorenzo Cuzzi
  - Preparatore dei portieri: Fabio Ceppa

### Piazzamenti
- Under-19:
  - Campionato: semifinale[162]
  - Coppa Italia: quarti di finale[163]
  - UEFA Youth League: semifinale[164]
- Under-17:
  - Campionato: play-off[165]
- Under-16:
  - Campionato: semifinale[166]
- Under-15:

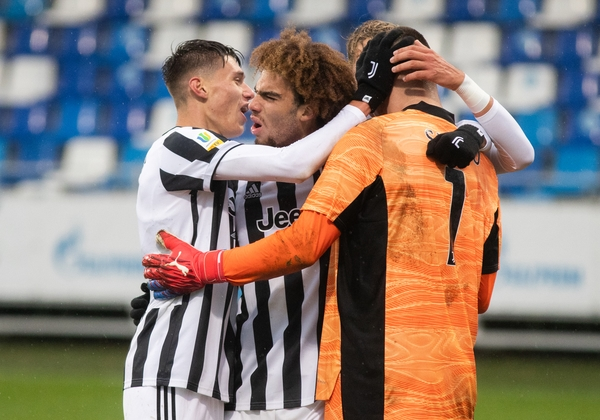
La squadra Under-19 festeggia per la vittoria di San Pietroburgo durante la fase a gironi di Youth League

  - Campionato: ottavi di finale (in corso)[167]
- Under-14:
  - Campionato: 3º[168]